# Las Peñas (Tumbes)
Las Peñas es una localidad peruana ubicada en el distrito de San Juan de la Virgen, perteneciente a la provincia y el departamento de Tumbes, al norte del Perú. 

## Ubicación
Las Peñas se ubica al noreste de la provincia de Tumbes, en el distrito de San Juan de la Virgen, en el departamento de Tumbes.

## Demografía
En 2017 Las Peñas tenía una población de 15 habitantes.
| Gráfica de evolución demográfica de Las Peñas entre 1993 y 2017 |
|                                                                 |
| Fuentes: Población 1993 y 2017                                  |